# Albert-Heim-Hütte
Die Albert-Heim-Hütte ist eine Berghütte der Sektion Uto des Schweizer Alpen-Clubs (SAC). Sie befindet sich in den südlichen Urner Alpen.
Die Hütte ist nach dem Alpenforscher und Geologieprofessor Albert Heim benannt, der seit 1888 Ehrenmitglied der Sektion Uto des SAC war.

## Geographische Lage

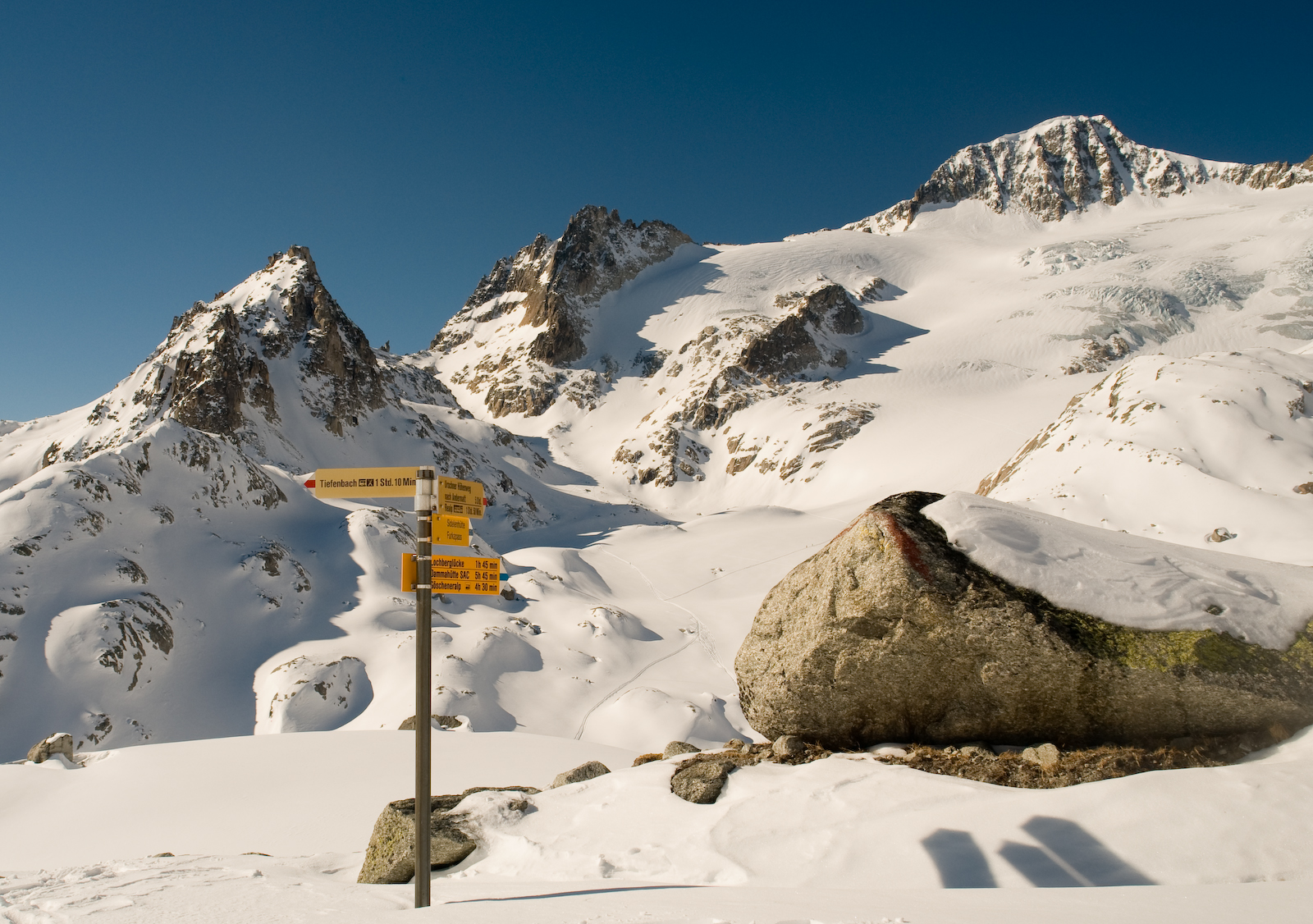
Galenstock, Gross Bielenhorn und Chli Bielenhorn (v. r. n. l.) von der Albert-Heim-Hütte aus gesehen.

Die Albert-Heim-Hütte liegt auf 2543 m ü. M. südlich des Winterstocks (3203 m ü. M.) am Fusse des Tiefengletschers. Westlich liegen die Bielenhörner und der mächtige Galenstock.

## Tourenmöglichkeiten
Die Albert-Heim-Hütte ist von Tiefenbach an der Furkapassstrasse in 1,5 Stunden über einen markierten Wanderweg erreichbar. Der Zustieg im Winter erfolgt von Realp in drei Stunden, da die Furkapassstrasse gesperrt ist. Sie ist sowohl im Sommer, als auch im Winter Ausgangspunkt zahlreicher Bergtouren. 
Im Sommer dient die Hütte als Stützpunkt für Wanderungen, z. B. der Nepali-Highway zur Sidelen-Hütte. Eine klassische Hochtour ist der Galenstock. An umgebenden Bergen, wie etwa den Bielenhörner, der Grauen Wand, dem Winterstock oder dem Gletschhorn, findet man Klettertouren unterschiedlichsten Charakters und Schwierigkeit.
Im Winter ist vor allem der Galenstock über den Tiefengletscher ein klassisches Skitourenziel von der Hütte. Ebenfalls wird das Kleine Bielenhorn mit Ski bestiegen. Weiterhin ist die Hütte Stützpunkt der so genannten Urner Haute Route welche von Realp über Lochberg, Sustenhorn und Grassen nach Engelberg führt.

## Geschichte

Albert-Heim-Hütte (1919)

Die Albert-Heim-Hütte wurde am 22. September 1918 eingeweiht. Dabei waren zahlreiche Gäste, unter anderem Albert Heim persönlich, anwesend. Der Standort am Fusse des Tiefengletschers wurde aufgrund eines Vorschlages von Albert Heim ausgewählt. Die Gesamtkosten des Hüttenbaus beliefen sich auf 28'300.95 Franken. Der erste Bau war auf 18 Schlafplätze ausgelegt.
1936 wurde die Hütte erstmals auf 40 Schlafplätze erweitert. Die nächste Erweiterung auf 80 Schlafplätze folgte 1971 nach den Plänen von Jakob Eschenmoser. 2019 wurde die Hütte renoviert und weiter ausgebaut. Die Bettenanzahl wurde aufgrund der gestiegenen Bedürfnisse auf 64 reduziert.